# 검사와 여선생
검사와 여선생(檢事-女先生)은 김춘광(金春光)이 극본을 쓴 신파극이다.
《검사와 여선생》은 광복 전의 동양극장에서 공연하여 절찬을 받았고 광복 후에도 청춘극장에 의해 여러 번 상연되었다. 상연할 때마다 인기를 모았으며, 여러 번 영화화되었다.

## 줄거리
어느날 밤중에 살인죄수가 형무소를 탈옥하여 주부 혼자만 있는 집에 피신한다. 탈옥수는 혼자 있는 주인 여자에게 외동딸 때문에 탈옥했다고 숨겨주기를 간청한다. 경찰들이 들이닥쳤을 때 여인은 탈옥수를 그가 덮고 있던 이불에 숨겨준다. 그러나 그는 곧 다시 체포된다. 나중에 출장갔던 남편이 돌아와 아내가 외간남자인 탈옥수와 간통했다고 아내를 구타하고 권총으로 위협하다가 오발되어 남편이 즉사한다. 그리하여 그녀는 살인과 간통죄로 구속당한다. 그런데 공교롭게도 담당검사가 그녀의 옛날 소학교 교원생활 때의 제자였다. 더구나 소학교의 사랑하는 제자였던 담당검사인 민장손과는 특별한 관계가 있었다. 즉 민검사가 어렸을 적에 부모를 일찍 여의고 병석에 있는 늙은 할머니를 돌보면서 끼니를 제대로 잇지 못하는 궁핍한 생활을 할 때 남달리 동정심이 많았던 여교사 양춘은 민장손을 딱하게 여겨 많은 도움을 주었다. 그래서 민장손은 그런 역경을 이길 수 있었고 후일 검사까지 될 수 있었다. 재판정에서 이와 같은 자기의 과거를 이야기하고 그렇게 선량한 양춘이 살인을 할 수가 없다는 변론으로 무죄를 선고받게 되어 모든 혐의가 풀리고 옛 스승과 옛날의 가난한 제자였던 검사는 눈물로 재회한다.